# 丹尼尔·布兰德
丹尼尔·布兰德（英語：Daniel Brand，1935年8月4日—2015年2月10日），美国男子摔跤运动员。他曾代表美国参加1960年和1964年夏季奥林匹克运动会摔跤比赛，其中1964年夏季奥运会获得一枚铜牌。